# 喜岡淳
喜岡 淳（きおか じゅん、1952年〈昭和27年〉9月19日 - ）は、日本の政治家、人権活動家。
日本社会党参議院議員（当選1回）。香川県高松市出身。

## 経歴
1971年 - 高松第一高等学校卒業。1975年 - 大阪市立大学商学部卒業。
1976年 - 日本社会党に入党。香川県本部副委員長などを務める。
1983年6月 - 第13回参議院議員通常選挙で香川県選挙区から出馬し落選。1986年7月 - 第14回参議院議員通常選挙で落選。
1989年7月 - 第15回参議院議員通常選挙で初当選。1994年6月 - 村山内閣で環境政務次官に就任。
1995年7月 - 第17回参議院議員通常選挙で落選。1998年7月 - 第19回参議院議員通常選挙で比例区に転出し落選、政界引退。
2017年 - 主に同和問題を扱うNPO法人香川人権研究所の理事長に就任。2022年 - 旭日中綬章受章。

## 著書
- 喜岡淳、浅野健一 編著『カンボジア派兵』労働大学〈現代シリーズ ; 6〉、1992年12月10日。NDLJP:12666246。(要登録)